# Tournoi de tennis de Pörtschach
Le tournoi de Pörtschach, également appelé The Hypo Group International, est un ancien tournoi de tennis du circuit ATP se déroulant en Autriche sur terre battue. Sa première édition remonte à 2006 en remplacement du tournoi de Sankt Pölten. La dernière édition date de 2008.
Une épreuve féminine y a également été organisée dans le milieu des années 1960.

## Palmarès messieurs

### Simple
| No | Date       | Nom et lieu du tournoi                      | Catégorie   | Dotation  | Surface      | Vainqueur         | Finaliste    | Score         |         |
| -- | ---------- | ------------------------------------------- | ----------- | --------- | ------------ | ----------------- | ------------ | ------------- | ------- |
| 1  | 22-05-2006 | Hypo Group Tennis International, Pörtschach | Int' Series | 355 000 $ | Terre (ext.) | Nikolay Davydenko | Andrei Pavel | 6-0, 6-3      | Tableau |
| 2  | 21-05-2007 | Hypo Group Tennis International, Pörtschach | Int' Series | 391 000 $ | Terre (ext.) | Juan Mónaco       | Gaël Monfils | 7-63, 6-0     | Tableau |
| 3  | 19-05-2008 | Hypo Group Tennis International, Pörtschach | Int' Series | 349 000 € | Terre (ext.) | Nikolay Davydenko | Juan Mónaco  | 6-2, 2-6, 6-2 | Tableau |

### Double
| No | Date       | Nom et lieu du tournoi                      | Catégorie   | Dotation  | Surface      | Vainqueurs                  | Finalistes                  | Score              |         |
| -- | ---------- | ------------------------------------------- | ----------- | --------- | ------------ | --------------------------- | --------------------------- | ------------------ | ------- |
| 1  | 22-05-2006 | Hypo Group Tennis International, Pörtschach | Int' Series | 355 000 $ | Terre (ext.) | Paul Hanley Jim Thomas      | Oliver Marach Cyril Suk     | 6-3, 4-6, [10-5]   | Tableau |
| 2  | 21-05-2007 | Hypo Group Tennis International, Pörtschach | Int' Series | 391 000 $ | Terre (ext.) | Simon Aspelin Julian Knowle | Leoš Friedl David Škoch     | 7-66, 5-7, [10-5]  | Tableau |
| 3  | 19-05-2008 | Hypo Group Tennis International, Pörtschach | Int' Series | 349 000 € | Terre (ext.) | Marcelo Melo André Sá       | Julian Knowle Jürgen Melzer | 7-5, 63-7, [13-11] | Tableau |

## Palmarès dames

### Simple
| No | Date       | Nom et lieu du tournoi | Catégorie | Dotation | Surface      | Vainqueure     | Finaliste    | Score    |         |
| -- | ---------- | ---------------------- | --------- | -------- | ------------ | -------------- | ------------ | -------- | ------- |
| 1  | 23-08-1965 | Portschach, Pörtschach |           | NC       | Terre (ext.) | Margaret Smith | Norma Baylon | 6-1, 6-3 | Tableau |

### Double
| No | Date       | Nom et lieu du tournoi | Catégorie | Dotation | Surface      | Vainqueures                 | Finalistes                       | Score    |         |
| -- | ---------- | ---------------------- | --------- | -------- | ------------ | --------------------------- | -------------------------------- | -------- | ------- |
| 1  | 23-08-1965 | Portschach Pörtschach  |           | NC       | Terre (ext.) | Margaret Smith Sonja Pachta | Vlasta Kodesova Jitka Horcickova | 6-3, 6-2 | Tableau |

## Palmarès mixte
| No | Date       | Nom et lieu du tournoi | Catégorie | Dotation | Surface      | Vainqueures                | Finalistes                  | Score    |         |
| -- | ---------- | ---------------------- | --------- | -------- | ------------ | -------------------------- | --------------------------- | -------- | ------- |
| 1  | 23-08-1965 | Portschach Pörtschach  |           | NC       | Terre (ext.) | Margaret Smith Robert Howe | Norma Baylon Boro Jovanović | 6-3, 6-1 | Tableau |